# جيمس ستيوارت (عالم طبيعي)
جيمس ستيوارت (بالإنجليزية: James Stuart)‏ هو عالم طبيعي أسترالي، ولد في 1802، وتوفي في 1842.